# Sigaro cubano

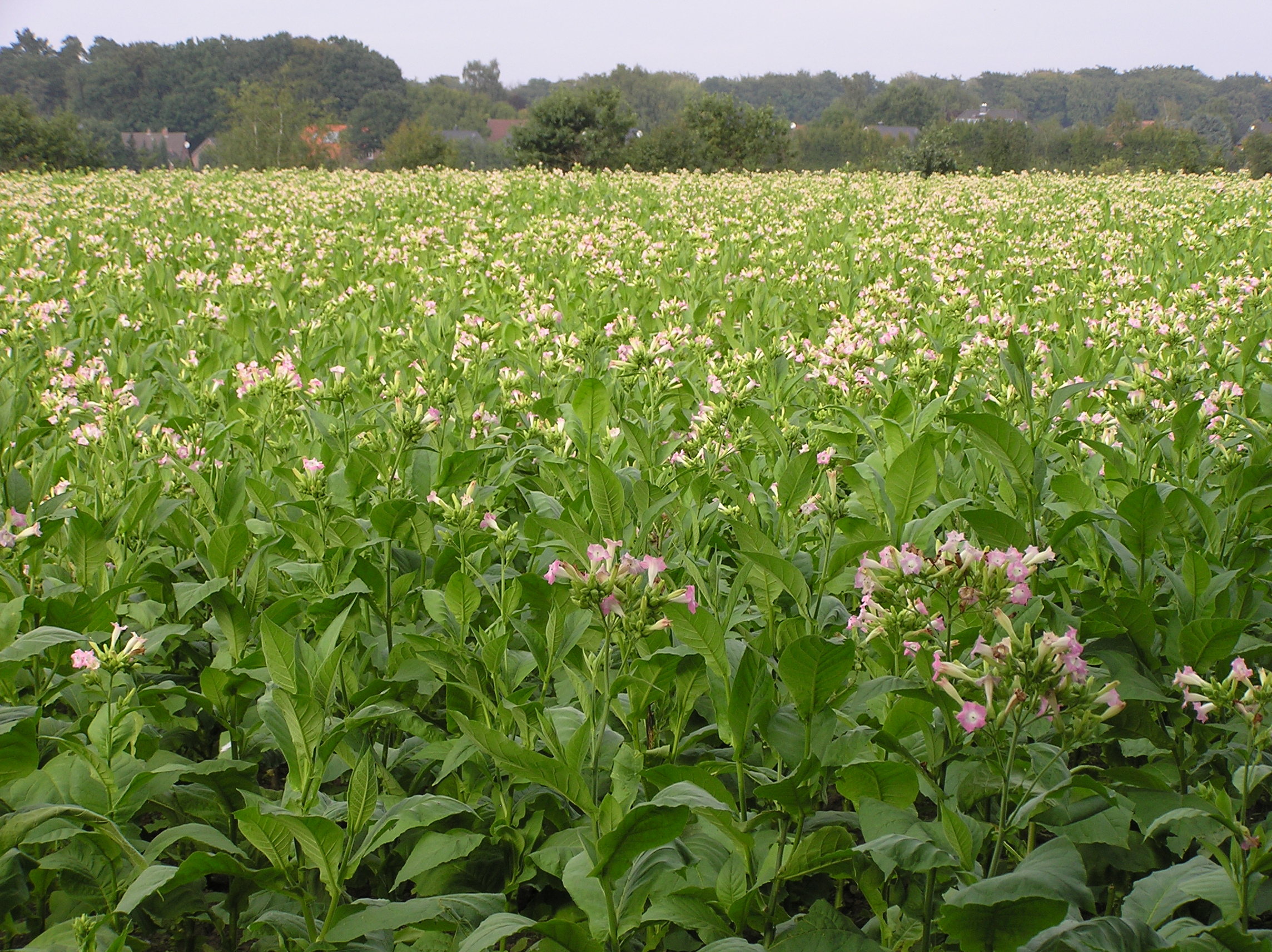
Nicotiana tabacum

I sigari cubani sono sigari prodotti a mano e in tutte le loro componenti (tabacco e sua lavorazione) nell'isola caraibica di Cuba.

## Caratteristiche
Il sigaro cubano è detto puro habano. Tutti i sigari cubani attualmente sono puros habanos, termine che indica che tutte le sue componenti sono di medesima provenienza, coltivato e manufatto a Cuba: allo stesso modo esistono puros dominicani, nicaraguensi, eccetera. Per capire il significato è necessario capire come è fatto un sigaro puro.
È bene inizialmente premettere che gli avana apprezzati nel mondo sono tutti long filler, ovvero realizzati impiegando foglie di tabacco intere, e non trinciati o similmente prodotti. Il sigaro viene generalmente prodotto assemblando diverse qualità di foglie nei tre principali costituenti: fascia (in spagnolo capa), sottofascia (in spagnolo capote) e ripieno (in spagnolo tripa).
- La capa è la parte superficiale del sigaro, composta da foglie molto spesse raccolte da una varietà particolare di tabacco, detta corojo. Le foglie ricavate per la fascia, scelte per la bellezza e la lucidità, non hanno invece grande importanza nel 'sapore' del sigaro (intorno al 10%).
- Il capote è la cosiddetta sottofascia del sigaro, composta da foglie di seconda scelta (dal punto di vista estetico) della varietà corojo, la stessa della fascia.
- La tripa è il ripieno del sigaro. Le foglie utilizzate sono molto più sottili di quelle usate per la capa. Inoltre vengono raccolte da una varietà di tabacco diversa, detta criollo. Le foglie terminali della pianta, più potenti e ricche di nicotina, sono dette ligero, quelle intermedie, dette seco, sono quelle più aromatiche, mentre le foglie più vicine a terra, dette volado, non hanno proprietà organolettiche particolari ma hanno un'ottima combustibilità.

Come detto, gli avana sono detti anche puros perché tutte le foglie suindicate provengono dallo stesso paese, Cuba. Diversamente da come si potrebbe pensare questa è un'eccezione nel mondo dei sigari, visto che per ragioni di economia i paesi produttori di tabacco si sono specializzati in una singola tipologia di foglia. Per esempio, il sigaro Toscano, salvo eccezioni, è composto da foglie di provenienza americana (varietà Kentucky) per quanto riguarda le foglie per la capa, mentre le foglie della tripa sono solitamente italiane (nel sigaro Toscano il capote non esiste).
Il mix di queste tre tipologie di foglie del ripieno, detto ligada, conferisce a ciascun sigaro caratteristiche organolettiche tipiche e note a tutti gli amatori. Ad esempio i sigari Partagas sono noti per essere più forti (per cui avranno in proporzione più foglie di ligero e meno di seco e volado). Discorso opposto invece ad esempio per Romeo y Julieta che produce sigari tendenzialmente più dolci.
Tutto ciò viene chiamato "tipicità" della marca. Prima della rivoluzione di Fidel Castro, essendo le marche di diversi proprietari, ciò era la regola (un po' come avviene per il vino). Oggi che invece è lo Stato a possedere tutte le marche, la raccolta e la scelta dei tabacchi viene effettuata di norma dalle stesse persone per le diverse marche.

## Storia
Cuba non è ovviamente l'unico produttore di sigari nel mondo, anche se ritenuta quasi all'unanimità il produttore dei migliori sigari del mondo per qualità. 
Le prime piantagioni cubane furono organizzate nella regione presso la cittadina di Santa Clara, nell'area chiamata Vuelta Arriba e, successivamente, in quella presso Pinar del Río, chiamata Vuelta Abajo. Oggi tutto il tabacco di migliore qualità e diretto alla produzione dei sigari premium, ovverosia realizzati totalmente a mano e con foglie intere, proviene da questa zona. Si tratta di un'area relativamente piccola (di circa 31.000 ettari), situata all'estremo ovest dell'isola (provincia di Pinar del Río), che, grazie le sue particolarità meteorologiche nonché per il suo unico terroir (un po' come avviene in Francia per lo champagne), permette la produzione del miglior tabacco del mondo.
Comunque c'è da rilevare che negli ultimi anni è nettamente cresciuta la concorrenza qualitativa e quantitativa di altre regioni del mondo, in grado di produrre sigari abbastanza apprezzati, meno costosi (salvo eccezioni) e di fattura anche superiore: prime fra tutte la Repubblica Dominicana e il Nicaragua, ma anche l'Honduras. Un gradino nettamente sotto l'Ecuador, il Brasile, il Camerun, la Repubblica Centrafricana, il Messico, l'Indonesia (Sumatra e Giava), gli Stati Uniti (Florida, Kentucky, Carolina del Nord e Connecticut) e l'Italia col suo Toscano.

### Gli inizi della produzione cubana
Le prime marche produttrici apparvero a Cuba intorno ai primi decenni del 1800. Il loro successo fu alterno (tanto che a tutt'oggi non tutte le marche sono ancora in attività), anche a causa delle diverse sorti del prodotto nel paese che è sempre stato, fino alla rivoluzione cubana e all'embargo, il primo consumatore di avana: gli USA. Fu proprio l'azione statunitense - che si avvaleva dei forti dazi imposti da Washington - a creare la prima grave crisi all'industria tabacchiera cubana e portando al fallimento di numerose imprese, all'emigrazione di vari imprenditori verso la Florida per sfuggire ai dazi-capestro e altri paesi dell'area caraibica e centro-americana e all'acquisizione sottocosto di imprese cubane dismesse da parte statunitense.
Questo portò a un fenomeno di concentrazione delle marche all'interno di alcune società che accadde agli inizi del Novecento, fino appunto alla rivoluzione di Fidel Castro ed all'acquisizione, da parte dello stato, delle principali aziende cubane comprese ovviamente quelle produttrici di puros.

### La nazionalizzazione di Castro e il rilancio di Davidoff
Come detto, con l'avvento del regime castrista vennero nazionalizzate le imprese di tabacco e gli Stati Uniti decretarono l'embargo sui beni prodotti a Cuba.
Delle 39 fabbriche di sigari ne sopravvissero assai poche e il governo castrista - malgrado l'opposizione di Ernesto Che Guevara - decise che a Cuba si dovessero confezionare solo 4 moduli di sigari (chiamati "Siboney", dal nome di un'antica tribù cubana) dall'industria tabacchiera di stato Cubatabaco, a fronte degli oltre 950 di prima della rivoluzione.
Pochi anni dopo, di fronte al deludente risultato economico provocato (l'industria tabacchiera era la seconda fonte di introiti per Cuba, dopo lo zucchero da canna) Fidel tornò in parte sui suoi passi, affidando al grande esperto ucraino-svizzero Zino Davidoff l'incarico di rivitalizzare un'industria ormai chiaramente allo sbando.
Questi recuperò quindi numerosi marchi storici, assicurandosi che il tabacco e la sua lavorazione riconquistassero quell'incontestabile primato qualitativo degli anni precedenti la rivoluzione di Castro.
Dopo il forzato ritiro di Davidoff, agente unico autorizzato alla vendita ufficiale dei Habanos (totalmente fatti a Cuba, a mano o a macchina) è la società spagnola Habanos cui si riferiscono le varie sedi note come La Casa del Habano, ma è fiorente il mercato parallelo semi-clandestino, foraggiato dagli stessi artigiani (torcedores).

## Gli Avana oggi
Si discute fra gli esperti e gli appassionati se i sigari cubani attuali siano allo stesso livello di incontrastata eccellenza del periodo pre-castrista o se per altre ragioni (nazionalizzazione e/o problemi di coltivazione a causa delle infestazioni di parassiti) non siano peggiorate. Certamente come detto all'inizio c'è stato un peggioramento verso la fine degli anni '90, dettato dalla decisione di aumentare in modo brusco la produzione: in questa fase si è utilizzato del tabacco di qualità inferiore e una manodopera non preparata. A fronte di questi problemi e del rischio di rovinare una delle più fiorenti industrie, sono state ridimensionate le quantità prodotte e aumentato il controllo qualitativo. Tuttavia oggi la fase è stata certamente superata ed il mercato degli avana va a gonfie vele in tutto il mondo (esclusi ovviamente gli USA per via dell'embargo). Da segnalare il successo che hanno avuto le edizioni limitate, ovvero tre sigari particolari prodotti da Habanos ogni anno, nonché la loro notevole qualità.

## Altri caraibici
Prima della nazionalizzazione castrista i sigari prodotti sul modello cubano in altri paesi dei Caraibi erano assai poco diffusi, e considerati generalmente prodotti di bassissima qualità. In seguito alla nazionalizzazione dell'industria dei sigari molti cubani sono emigrati in altri Stati dei Caraibi per fondare nuove aziende e le aziende già esistenti hanno assunto lavoratori ed esperti cubani fuoriusciti dal paese. Grazie a questa politica queste aziende hanno guadagnato credibilità e prestigio, soprattutto negli USA (dove l'importazione dei cubani è severamente vietata), arrivando attualmente a minacciare la supremazia dei cubani veri e propri.
Alcune tra le marche più famose prodotte in Repubblica Dominicana, Santo Domingo, Nicaragua e Honduras sono: Arturo Fuente, Carlos Torano, Cicero Criollo Imperium, Flor de las Antillas, Flor de Selva, Joya de Nicaragua, La Aroma del Caribe, Don Pepin Garcia, Sigari Perdomo e Reserva del Presidente.

## Le fabbriche dei sigari
All'origine, ogni singola marca produceva in proprio ogni proprio prodotto. Col passare del tempo, come già detto, il mercato ha fatto sì che la gran parte dei brand si concentrasse nelle mani di tre-quattro grossi gruppi (sostanzialmente Partagás, Romeo y Julieta e Montecristo-H. Upmann). Con la rivoluzione cubana e la nazionalizzazione di tutte le marche il governo cubano ha ulteriormente accentuato questa tendenza tanto che oggi possiamo ritenere che quattro fabbriche (tutte situate tra l'altro a L'Avana, producano il 90-95% degli avana:
- Fabbrica Francisco Pérez Germán, situata in pieno centro, che produce da sempre i Partagàs ed attualmente anche le marche Bolívar, Ramon Allones e La Gloria Cubana;
- Fabbrica La Corona, che produce da sempre Montecristo ed H. Upmann ed attualmente anche Diplomaticos, Hoyo de Monterrey, Punch, Vegas Robaina, Por Larrañaga e San Cristobal de la Habana;
- Fabbrica Briones Montoto, che produce da sempre Romeo y Julieta ed attualmente anche Cuaba, Juán Lopez, Sancho Panza e El Rey del Mundo
- Fabbrica El Laguito, situata alla periferia de L'Avana nel distretto residenziale Laguito del municipio Playa, che produce da sempre Cohiba e Trinidad.

## Marche principali
Ecco in ordine alfabetico le principali marche di sigari cubani (che prima erano tutte di diversi proprietari, salvo eccezioni, mentre ora sono della società Habanos, al 51% statale e al 49% di Altadis, multinazionale del tabacco franco-spagnola):
- Bolivar
- Cohiba
- Cuaba
- H. Upmann
- Hoyo de Monterrey
- Juán Lopez
- Montecristo
- Partagàs
- Punch
- Ramon Allones
- Romeo y Julieta
- Saint Luis Rey
- San Cristobal de la Habana
- Trinidad
- Vegas Robaina

## Curiosità
I torcedores amano lavorare ascoltando la lettura di libri da parte di un addetto, pagato da loro stessi. Si vuole che la marca "Montecristo" debba il suo nome al fatto che il romanzo di Dumas Il conte di Montecristo fosse una delle letture maggiormente gradite dagli artigiani all'opera.